# WPHL 2000/01
Die Saison 2000/01 war die fünfte und letzte reguläre Saison der Western Professional Hockey League. Die 14 Teams sollten in der regulären Saison je 72 Begegnungen bestreiten, jedoch musste der Spielplan aufgrund des vorzeitigen finanziellen Ausscheidens der Central Texas Stampede umgeändert werden. Das punktbeste Team der regulären Saison waren die Tupelo T-Rex, während die Bossier-Shreveport Mudbugs in den Play-offs zum dritten Mal den President’s Cup gewannen. Den New Mexico Scorpions wurden aufgrund einer mehrmaligen Überschreitung des Salary Cap insgesamt 34 Punkte abgezogen. Nach der Spielzeit fusionierte die WPHL mit der Central Hockey League, die anschließend zehn der 14 Mannschaften zur Saison 2001/02 aufnahm.

## Teamänderungen
Folgende Änderungen wurden vor Beginn der Saison vorgenommen:
- Die Alexandria Warthogs stellten den Spielbetrieb ein.
- Die Arkansas GlacierCats stellten den Spielbetrieb ein.

## Reguläre Saison

### Abschlusstabellen
Abkürzungen: GP = Spiele, W = Siege, L = Niederlagen, T = Unentschieden, OTL = Niederlage nach Overtime, GF = Erzielte Tore, GA = Gegentore, Pts = Punkte
| East Division              | GP | W  | L  | OTL | GF  | GA  | Pts |
| -------------------------- | -- | -- | -- | --- | --- | --- | --- |
| Tupelo T-Rex               | 71 | 46 | 20 | 5   | 287 | 208 | 97  |
| Bossier-Shreveport Mudbugs | 71 | 45 | 21 | 5   | 265 | 172 | 95  |
| Austin Ice Bats            | 71 | 42 | 22 | 7   | 247 | 188 | 91  |
| Corpus Christi Icerays     | 70 | 38 | 28 | 4   | 227 | 247 | 80  |
| Monroe Moccasins           | 70 | 34 | 27 | 9   | 220 | 241 | 77  |
| Lake Charles Ice Pirates   | 70 | 29 | 36 | 5   | 224 | 276 | 63  |
| Fort Worth Brahmas         | 70 | 20 | 44 | 6   | 202 | 282 | 46  |

| West Division          | GP | W  | L  | OTL | GF  | GA  | Pts |
| ---------------------- | -- | -- | -- | --- | --- | --- | --- |
| Odessa Jackalopes      | 71 | 40 | 22 | 9   | 252 | 206 | 89  |
| Lubbock Cotton Kings   | 71 | 40 | 23 | 8   | 272 | 225 | 88  |
| El Paso Buzzards       | 70 | 29 | 33 | 8   | 206 | 234 | 66  |
| San Angelo Outlaws     | 70 | 27 | 35 | 8   | 227 | 286 | 62  |
| Amarillo Rattlers      | 70 | 29 | 33 | 8   | 225 | 284 | 62  |
| New Mexico Scorpions   | 71 | 44 | 23 | 4   | 274 | 254 | 58  |
| Central Texas Stampede | 38 | 14 | 19 | 5   | 108 | 133 | 33  |

## President’s-Cup-Playoffs
| Viertelfinale | Viertelfinale          | Viertelfinale              |    |                            | Halbfinale | Halbfinale | Halbfinale |  |  | Finale | Finale | Finale |
|               |                        |                            |    |                            |            |            |            |  |  |        |        |        |
| E1            | Tupelo T-Rex           | 4                          |    |                            |            |            |            |  |  |        |        |        |
| E4            | Corpus Christi Icerays | 1                          |    |                            |            |            |            |  |  |        |        |        |
| E4            | Corpus Christi Icerays | 1                          | E1 | Tupelo T-Rex               | 1          |            |            |  |  |        |        |        |
|               |                        |                            | E1 | Tupelo T-Rex               | 1          |            |            |  |  |        |        |        |
|               | E2                     | Bossier-Shreveport Mudbugs | 4  |                            |            |            |            |  |  |        |        |        |
| E2            | E2                     | Bossier-Shreveport Mudbugs | 4  | Bossier-Shreveport Mudbugs | 4          |            |            |  |  |        |        |        |
| E2            |                        |                            |    | Bossier-Shreveport Mudbugs | 4          |            |            |  |  |        |        |        |
| E3            | Austin Ice Bats        | 0                          |    |                            |            |            |            |  |  |        |        |        |
| E3            | Austin Ice Bats        | 0                          | E2 | Bossier-Shreveport Mudbugs | 4          |            |            |  |  |        |        |        |
|               |                        |                            |    | Bossier-Shreveport Mudbugs | 4          |            |            |  |  |        |        |        |
|               | W2                     | Lubbock Cotton Kings       | 1  |                            |            |            |            |  |  |        |        |        |
| W1            | W2                     | Lubbock Cotton Kings       | 1  | Odessa Jackalopes          | 4          |            |            |  |  |        |        |        |
| W1            |                        |                            |    | Odessa Jackalopes          | 4          |            |            |  |  |        |        |        |
| W3            | El Paso Buzzards       | 3                          |    |                            |            |            |            |  |  |        |        |        |
| W3            | El Paso Buzzards       | 3                          | W1 | Odessa Jackalopes          | 0          |            |            |  |  |        |        |        |
|               |                        |                            | W1 | Odessa Jackalopes          | 0          |            |            |  |  |        |        |        |
|               | W2                     | Lubbock Cotton Kings       | 4  |                            |            |            |            |  |  |        |        |        |
| W2            | W2                     | Lubbock Cotton Kings       | 4  | Lubbock Cotton Kings       | 4          |            |            |  |  |        |        |        |
| W2            |                        |                            |    | Lubbock Cotton Kings       | 4          |            |            |  |  |        |        |        |
| W4            | San Angelo Outlaws     | 0                          |    |                            |            |            |            |  |  |        |        |        |

## Vergebene Trophäen
| Auszeichnung                                                        | Spieler                    | Team                       |
| ------------------------------------------------------------------- | -------------------------- | -------------------------- |
| Coach of the Year Bester Trainer                                    | Don McKee                  | Odessa Jackalopes          |
| Most Valuable Player Bester Spieler der regulären Saison            | Jason Firth                | Tupelo T-Rex               |
| Playoff Most Valuable Player Bester Spieler der Playoffs            | Jason Campbell             | Bossier-Shreveport Mudbugs |
| Man of the Year Spieler des Jahres                                  | Travis Van Tighem          | New Mexico Scorpions       |
| Most Outstanding Defenseman Bester Verteidiger der regulären Saison | Mark DeSantis              | New Mexico Scorpions       |
| Most Outstanding Goaltender Bester Torhüter der regulären Saison    | Ken Carroll                | Bossier-Shreveport Mudbugs |
| Rookie of the Year Bester Rookie der regulären Saison               | Ken Carroll                | Bossier-Shreveport Mudbugs |
| Scoring Champion Bester Scorer der regulären Saison                 | Jason Firth                | Tupelo T-Rex               |
| President’s Cup Gewinner der WPHL-Playoffs                          | Bossier-Shreveport Mudbugs | Bossier-Shreveport Mudbugs |
| Governors’ Cup Bestes Team der regulären Saison                     | Tupelo T-Rex               | Tupelo T-Rex               |